# Ernst Luther (Medizinethiker)
Ernst Luther (* 3. März 1932 in Leoben, Österreich; † 5. Juni 2024 in Halle (Saale)) war ein deutscher Medizinethiker.

## Leben
Ernst Luther wurde 1932 in Leoben in Österreich geboren. Seine Schulbildung, die er mit dem Abitur abschloss, absolvierte er in Bernburg. An seiner dortigen Schule gründete er nach eigenen Angaben eine FDJ-Gruppe.
Anschließend studierte er Pädagogik, Geschichte und Germanistik sowie extern Philosophie und hörte als Gast Medizin an der Martin-Luther-Universität Halle-Wittenberg. 1961 promovierte er an der Universität Greifswald zum Dr. phil. mit einer Arbeit über Viktor von Weizsäcker, 1970 folgte die Promotion zum Dr. sc. phil. an der Martin-Luther-Universität Halle-Wittenberg mit einer Arbeit über Ethik in der Medizin.
Ab Oktober 1970 war er an der Martin-Luther-Universität ordentlicher Professor im Fachgebiet Dialektischer und Historischer Materialismus; 1987 wurde er umberufen in das Fachgebiet Ethik. Ernst Luther leitete die neugegründete Abteilung Ethik und Geschichte der Medizin bis 1991.
Nach dem Beitritt der DDR zur Bundesrepublik am 3. Oktober 1990 wurde die Abteilung zum Jahresende 1991 aufgelöst. Der neu ausgeschriebene Lehrstuhl für Geschichte der Medizin wurde 1992 mit Josef N. Neumann (geb. 1945) besetzt.
Nach seinem Ausscheiden aus der Universität arbeitete Luther freiberuflich weiterhin zu medizinethischen Fragestellungen.

## Werk/Wirken
Ernst Luthers Werk steht in der Tradition marxistischen Denkens. Nicht zuletzt dank der Breite seiner eigenen akademischen Ausbildung führte ihn seine Arbeit dennoch immer wieder in Konflikt mit der DDR-Führung. So engagierte er sich in der DDR gegen den Kirchenkampf und war mit der Hospizbewegung verbunden. Der Autor und Herausgeber von mehr als 100 medizinethischen Publikationen war Referent auf mehreren internationalen Konferenzen und u. a. Mitglied in der Akademie für Ethik in der Medizin.
Einen besonderen Schwerpunkt bildete die Beschäftigung mit Leben und Werk von Albert Schweitzer. Luther war u. a. Mitglied in der Wissenschaftlichen Albert-Schweitzer-Gesellschaft, dem Albert-Schweitzer-Komitee e.V. und der Association internationale pour l`oeuvre du Docteur Albert Schweitzer de Lambarene.

## Werke/Schriften

### Eigene Werke
- Albert Schweitzer : Ethik und Politik. Dietz Verlag Berlin 2010, ISBN 978-3-320-02215-0
- Wertgewinn und Wertverlust im Prozess des Übergangs von einem paternalistischen zu einem autonomieorientierten Gesundheits- und Sozialwesen. Kommission für die Erforschung des Sozialen und Politischen Wandels in den Neuen Bundesländern Halle 1995 (mit Viola Schubert-Lehnhardt)
- als Herausgeber: Ethik in der Medizin. Verlag Volk und Gesundheit Berlin 1986, ISBN 3-333-00029-6
- als Herausgeber: Beiträge zur Ethik in der Medizin : 2500 Jahre ärztlicher Eid. Gustav-Fischer-Verlag Jena 1983
- Ärztliches Ethos und ärztliche Ethik im Lichte der marxistisch-leninistischen Philosophie. Dissertation [Promotion B] an der Martin-Luther-Universität Halle-Wittenberg 1970
- Historische und erkenntnistheoretische Wurzeln der medizinischen Anthropologie Viktor von Weizsäckers. Wissenschaftliche Publikationen der Martin-Luther-Universität Halle-Wittenberg 1967
- Kritik der philosophischen Grundlagen der medizinischen Anthropologie des Freiherrn Viktor v. Weizsäcker. Dissertation an der Universität Greifswald 1961

### Beiträge
- Ethik : Arbeitsbuch für Schwestern und Pfleger. Lau-Ausbildungssysteme Reinbek 1995, ISBN 3-928537-14-8
- Principles of Health Care Ethics. (hrsg. von Raanan Gillon, Ann Lloyd) Jon Wiley & Sons Chichester u. a. 1994, ISBN 0-471-93033-4
- Äskulap oder Mars? : Ärzte gegen den Krieg. (hrsg. von Thomas M. Ruprecht, Christian Jenssen) Donat Verlag Bremen 1991, ISBN 3-924444-51-X
- Medizin zwischen Geisteswissenschaft und Naturwissenschaft : Beiträge des 3. Blaubeurer Symposion vom 30. September – 2. Oktober 1988. Attempto-Verlag Tübingen 1989, ISBN 3-89308-050-3
- Humanität, Vernunft und Moral in der Wissenschaft. (hrsg. von Georg Ahrweiler, Hans Jörg Sandkühler) Verlag Pahl-Rugenstein Köln 1987, ISBN 3-7609-1132-3